# My Wings (single)
"My Wings" (estilizado como "MY WINGS") é o segundo e último single lançado pelo grupo Idol Japonês Karen Girl's.

## Faixas

### Edição regular "CD only"
1. "My Wings"
2. "Top Secret" (とっぷし～くれっと)
3. "My Wings (Instrumental)"
4. "Top Secret (Instrumental)" (とっぷし～くれっと (Instrumental))

### Edição limitada "CD+DVD"
CD
Mesmas faixas da Edição Regular.
DVD
1. "My Wings (PV)"

## Desempenho nas paradas musicais
| Tabela                      | Melhor posição | Semanas na tabela |
| --------------------------- | -------------- | ----------------- |
| Oricon Weekly Singles Chart | 26             | 8                 |